# František Kaláb (malíř)
František Kaláb, křtěný František Serafínský (14. listopadu 1908, Brno-Zábrdovice – 4. prosince 1950, Brno-Veveří) byl český malíř, výtvarník, grafik, typograf, scénograf, sochař a pedagog.

## Život
František Kaláb se narodil v Brně Zábrdovicích v rodině stavebního příručího Františka Kalába a jeho ženy Marii rodem Hefné ze Švábenic.

### Studium
V roce 1927 se přihlásil na pražskou Akademii výtvarných umění, kde byl přijat do krajinářského ateliéru uznávaného malíře Otakara Nejedlého. Po dvouletém studiu se vypravil do Paříže, kde dokončil své malířské studie v roce 1931 u profesora Marchanda. Později pokračoval ve studiu v Marseille, Arles a Sanary sur Mer na Académie Moderne. V Paříži se setkal a spřátelil s Františkem Kupkou a byl častým hostem jeho ateliéru.

### Návrat do Brna
Po návratu do Brna začal pracovat jako návrhář v textilní továrně firmy AKA, kde pracoval na návrzích dekoračních tkanin, potahových látek a ručně vázaných koberců. Postupně se stal významným organizátorem brněnského kulturního života a krátce také učil na Škole uměleckých řemesel v Brně.
V Brně také realizoval převážnou část svých návrhů, mezi jinými i nástěnné malby ve spolupráci s architektem Bohuslavem Fuchsema a sochařskou výzdobu v Muzejním sklepě, která byla během náletů na Brno zcela zničena. Realizoval také nástěnné malby v budově termálního koupaliště v Trenčianských Teplicích.

## Dílo

### Tvorba a aktivity ve 30. a 40. letech
Ve Francii navázal kontakt s českými umělci žijícími v Paříži, jako byli Josef Šíma a František Kupka. Z tohoto období pochází počátek Kalábovy obliby v malířském ztvárnění ženských aktů. V roce 1932 vstoupil do Skupiny výtvarných umělců Brno, kde setrval až do jejího umělého ukončení z politických důvodů roku 1938.
Během druhé světové války byl aktivním členem ilegálního protifašistického hnutí a v roce 1941 byl zatčen a odsouzen nacistickým soudem. Pobýval v otřesných podmínkách věznic a koncentračních táborů.[zdroj?] Po svém propuštění v roce 1943 se vrátil k malířské činnosti, ale jeho tvorba byla ovlivněna válečnými zážitky a osobními útrapami.

### Tvorba a aktivity v poválečném období
Po osvobození vlasti v roce 1945 se zaměřil na ilustrace dětských knih a stal se prvním poválečným předsedou Bloku výtvarných umělců země moravskoslezské v Brně. V letech 1946 až 1948 byl redaktorem měsíčníku Blok. V roce 1948 podepsal výzvu prokomunistické inteligence Kupředu, zpátky ni krok!, jež byla vydána dne 25. února 1948 na podporu komunistického převratu. V březnu 1948 se jako komunista stal členem kulturní komise Ústředního Akčního výboru NF (předsedou komise byl Jan Drda). V roce 1949 byl (spolu s Antonínem Trýbem) kulturním patronem Jihlavy. Od jara 1950 byl členem redakční rady měsíčníku Výtvarné umění.
Měl úzké kontakty na francouzské a španělské malíře a pomáhal organizovat výstavu španělských malířů v Brně. Za typografickou úpravu knihy Dílo Emila Filly získal jednu z cen na světové výstavě v Paříži.[zdroj?] Vedle malířské činnosti se také zabýval odbornou publicistikou a byl členem redakční rady časopisu Index. Jeho portrétní malby byly vystavovány na posmrtné výstavě v Domě umění Brno v roce 1956.
František Kaláb patřil k významným postavám české výtvarné scény první poloviny 20. století. Jeho díla se nacházejí v depozitářích Moravské galerie v Brně, Národní galerie v Praze, Alšovy jihočeské galerie a Muzea umění v Olomouci. Veřejnosti jsou přístupná v rámci stálé expozice Muzea města Brna „Od renesance po modernu“. Většina jeho děl je však v soukromých sbírkách.
V roce 1967–68 byla u příležitosti nedožitých šedesátých narozenin Františka Kalába v Moravské galerii v Brně uspořádána souborná výstava jeho malířského díla. Jeho rodné město se k jeho tvorbě vrátilo i při malířových nedožitých osmdesátinách na výstavě „František Kaláb: Obrazy“ v Domě pánů z Kunštátu.